# Turistická značená trasa 4204
 Turistická značená trasa 4204 je 1 km dlouhá zeleně značená trasa Klubu českých turistů v okrese Trutnov spojující Moravskou boudu s Cestou česko-polského přátelství. Její převažující směr je východní. Trasa se nachází na území Krkonošského národního parku a je kopírována naučnou stezkou Krkonošská zvířata.

## Průběh trasy
Turistická trasa má svůj počátek u Moravské boudy na rozcestí se žlutě značenou trasou 7362 z Dívčích lávek na Petrovu boudu. Trasa vede po pěšině nejprve loukou a poté vysokohorským lesem jihovýchodním úbočím Dívčích kamenů přibližně po vrstevnici 1220 m n. m. Na česko-polské státní hranici končí na rozcestí s červeně značenou Cestou česko-polského přátelství kopírující hlavní hřeben Krkonoš.